# Diplothele halyi
Diplothele halyi là một loài nhện trong họ Barychelidae. Loài này phân bố ờ Sri Lanka.